# Dominio fitogeográfico bosques secos estacionales neotropicales

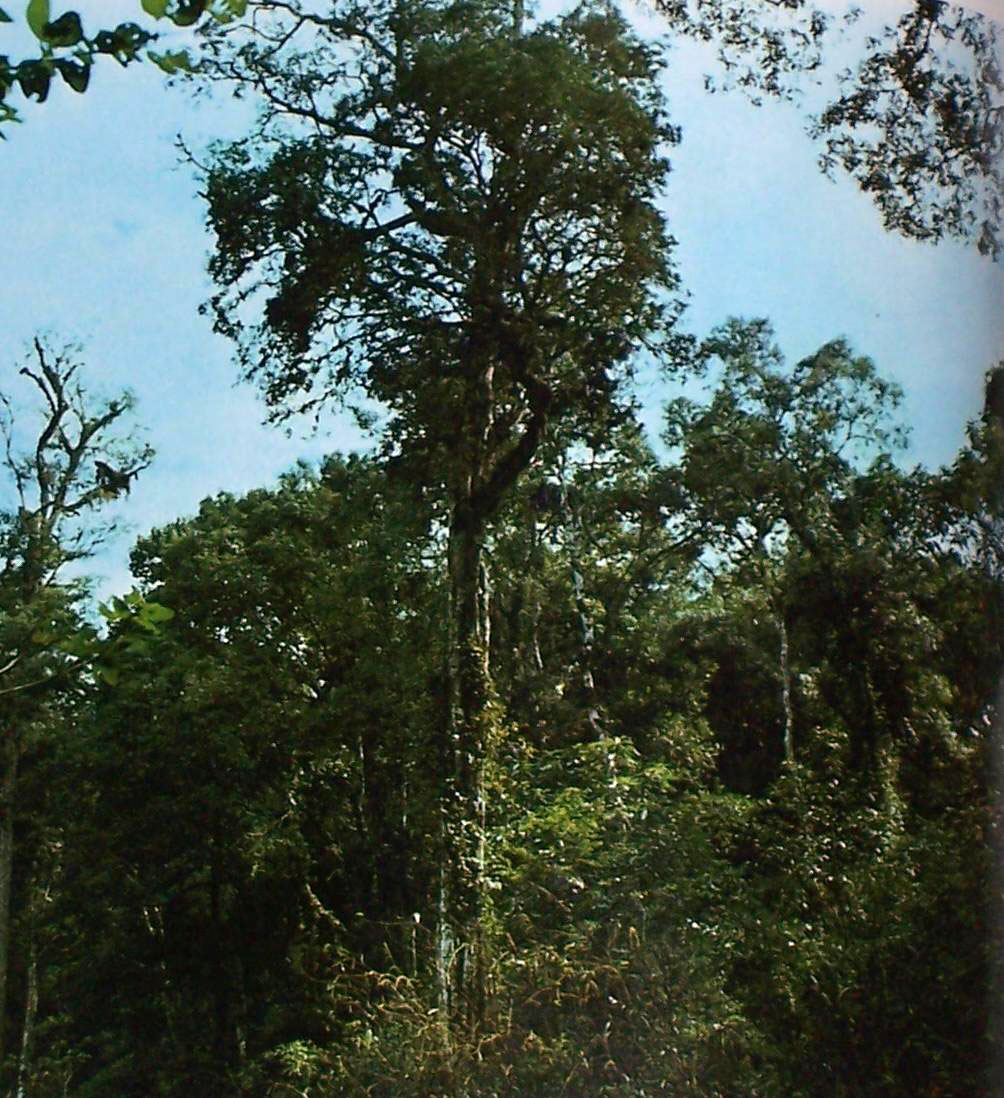
El alecrín (Holocalyx balansae), un elemento arbóreo presente en este dominio.

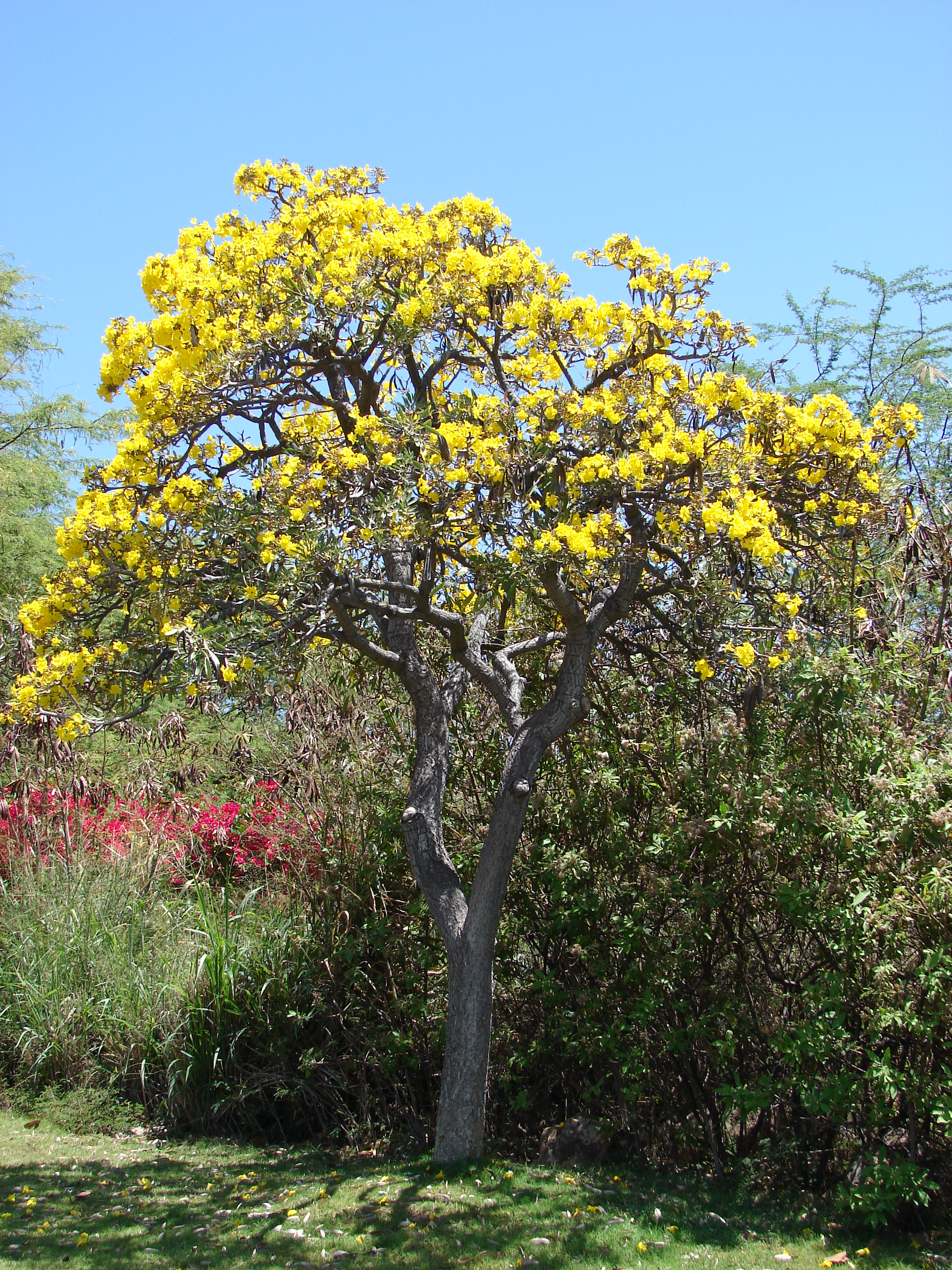
El lapacho amarillo (Tabebuia aurea), un elemento arbóreo presente en este dominio.

En fitogeografía, se conoce bajo el nombre de bosques secos estacionales neotropicales (BSEN), (también denominados bosques estacionales residuales, bosques del arco pleistocénico residual de Sudamérica, o bosque residual pleistocénico con estación seca, a una unidad geobotánica del centro y norte de América del Sur propuesta con la categoría de dominio, correspondiendo a una de las grandes secciones en que se divide la región fitogeográfica neotropical. Reúne a forestas de linaje amazónico tropicales y subtropicales caducas y semicaducas en razón de sufrir una definida estación seca, los que se despliegan por una amplia extensión del subcontinente. 

## Distribución
Si bien su influencia llega hasta los bosques del Caribe en la península de Guajira de Colombia y Venezuela y, de manera esporádica, en valles secos andinos de Bolivia y Perú hasta alcanzar finalmente por el noroeste áreas costeras sudoccidentales de Ecuador, mayormente se la cuadra con la vegetación que desde las Caatingas del noreste del Brasil, y a través de enclaves o manchas más extensas, cruza sobre el cerrado del sudeste brasileño hasta el este del Paraguay y el nordeste de la Argentina llegando al bajo río Paraguay y al Paraná Medio, cubre relictos en el chaco oriental de la Argentina y Paraguay, y a través del sudeste de Bolivia llega hasta el pedemonte andino del sur y centro del país así como del noroeste argentino. Hacia el sur se ha postulado que también podría llegar hasta el oeste del Uruguay.

## Ecología

### Suelos
Los suelos se presentan en enorme variedad de tipos distintos, pero en general los de las llanuras tienden a ser profundos, compuestos por materiales finos de tipo loéssico, limosos o arenosos; mientras que en los cordones serranos y montañosos abundan los suelos rocosos, poco evolucionados. Es especialmente característica esta formación en algunos tipos particulares de suelos, concretamente los que poseen caliza, una roca sedimentaria compuesta mayoritariamente por carbonato de calcio, generalmente calcita, aunque frecuentemente presenta trazas de magnesita y otros carbonatos.

### Relieve
El relieve es muy variado, desde llanuras casi perfectas situadas al nivel del mar sobre albardones en grandes humedales, hasta altas laderas Andinas y Subandinas, pasando por áreas onduladas, serranas, etc.

### Clima
Si bien es variado, predomina el clima monzónico continental, tropical o semitropical.
Las precipitaciones son escasas a nulas en la temporada seca en contraste con intensas en la temporada húmeda. En el este del Paraguay y en el extremo nordeste argentino este contraste hídrico es menos acentuado, presentando clima semitropical húmedo, pero pasa a ser ya muy marcado hacia el este del mismo (en la cuenca del río Paraguay) región que posee clima semitropical semiestépico. 
Térmicamente, acordes a su latitud y altitud,  posee veranos cálidos e inviernos suaves, siendo en cuanto a mínimas absolutas desde carente de heladas en lo que se refiere a la Caatinga, hasta con heladas suaves en el sur. Incluye las regiones que presentan las máximas temperaturas absolutas de América del Sur, con alrededor de 49 °C.

## Historia paleogeobotánica
Durante los cambios climáticos del Pleistoceno tardío de América del Sur se desarrolló un tipo de bioma integrado por vegetación de características particulares la que, gracias a su adaptación a un determinado clima más árido que el actual, pudo expandirse por gran parte del subcontinente, nudo de la teoría del denominado ‘‘Arco Pleistocénico’’ o ‘‘Arco Residual Peistocénico’’ (ARP).
Gracias a la evidencia geomorfológica reunida, se postuló que los bosques que integran en el presente los BSEN serían relictos de esa flora en común que en períodos del máximo glaciar, hacia finales del Pleistoceno (entre 20 000 y 12 000 años AP), alcanzaron su mayor continuidad y amplitud, ocupando gran parte del centro y norte de América del Sur, sobre un área mucho más extensa y continua que la actual.
Durante el Holoceno temprano (10 000 a 8000 años AP) luego de la última gran glaciación, el clima comenzó a tornarse más húmedo, por lo que la flora selvática encontró otra vez condiciones favorables para expandirse sobre los territorios ocupados por los BSEN, y como contraparte, esta flora adaptada a condiciones semiáridas, al no encontrar un escenario climático favorable, se retrajo, siendo mayormente sustituida hasta la actualidad por la vegetación siempreverde, favorecida por la prolongación del ciclo húmedo. Los BSEN solo han logrado mantenerse fragmentados, distribuidos en diferentes puntos relícticos a lo largo del subcontinente gracias a condiciones microclimáticas o edáficas favorables.

## Historia sistemática y afinidades florísticas
Creación de la entidad
La existencia de este dominio diferencial fue desarrollada y dada a conocer en 1993 por el fitogeógrafo argentino Darién Eros Prado y Peter E. Gibbs, mucho tiempo después de que lo fueran las restantes grandes secciones de geoflora sudamericana. En las clasificaciones tradicionales (por ejemplo, la de Ángel Lulio Cabrera) las unidades que lo integran eran ubicadas en otros dominios fitogeográficos: en el chaqueño o en el amazónico, con los cuales guarda alguna relación, siendo una transición entre ambos.
Definición del concepto
Comparando la vegetación de los BSEN con la de otras unidades geobotánicas del continente mediante análisis multivariados, numérico y fitosociológico clásico, los investigadores concluyeron que sus comunidades vegetales son únicas en su naturaleza y composición florística, estando más emparentadas entre sí que con las restantes unidades geobotánicas en las que habían sido anteriormente incluidas. Responde a una foresta semiárida limitada o inmersa frecuentemente en zonas de vegetación más o menos higrófila, pero menos relacionada con la matriz que la rodea que con los restantes y lejanos núcleos del arco.
Al dominio se le adjudican 3 provincias fitogeográficas: Caatingas, paranaense (redefinida) y foresta pedemontana subandina, las cuales están geográficamente relativamente separadas, aunque no llegar a la completa condición de disyuntas pues mantienen algunas conexiones a través de “tracks”, los que podrían reconsiderarse como eventuales rastros de pretéritas ligazones entre sí, de mayor magnitud. Los fitogeógrafos Luis J. Oakley y Darién Eros Prado lo han definido así: 

«El concepto actual de los BSEN, en Sudamérica, abarca tipos de vegetación leñosa correlacionados con una fuerte estacionalidad climática, con una estación seca bien definida pero de duración muy variable. En términos generales los BSEN son casi completamente deciduos durante la estación seca, se asientan sobre suelos fértiles con pH desde ligeramente ácido, neutro a algo alcalino. En los mismos, dominan las Fabaceae, acompañadas por Bignoniaceae y Anacardiaceae, con flores conspicuas que abren hacia el final de la estación seca y con propágulos anemófilos, sotobosque con abundantes Cactaceae y Bromeliaceae y escasas gramíneas.»

El dominio posee 11 géneros endémicos que se distribuyen en todos o casi todos los BSEN (por ejemplo: Amburana, Diatenopteryx, Myracrodruon, Patagonula, Perianthomega, Pterogyne, etc.), y al menos 22 géneros endémicos en cada uno de los 3 núcleos o provincias; a los que se agregan más de 300 especies endémicas, algunos endemismos específicos habitan en toda o gran parte de la distribución dominial, en tanto que otros corresponden a secciones de este, correspondientes a unidades de menor jerarquía.
El paradigma del dominio es el patrón de distribución del cebil (Anadenanthera colubrina), el cual, superpuesto a las distribuciones de otras especies endémicas de leñosas, permite una asignación razonablemente precisa de ese dominio.  
Otras especies características de los BSEN son: el urunday (Myracrodruon urundeuva = Astronium urundeuva), el mamón del monte (Carica quercifolia), el tala gateador (Celtis iguanaea = C. pubescens), los timbóes colorado (Enterolobium contortisiliquum) y blanco (Albizia inundata), el viraró (Ruprechtia laxiflora), el quebracho brasileño (Schinopsis brasiliensis), el fumo bravo (Solanum granulosum-leprosum), el ibirá pitá (Peltophorum dubium), el seibo rosado (Erythrina dominguezii), el ombú (Phytolacca dioica), las tipas blanca (Tipuana tipu) y colorada (Pterogyne nitens), el mataojos colorado (Pouteria gardneriana), los lapachos amarillo (Tabebuia aurea) rosado (Handroanthus impetiginosus) y negro (Handroanthus heptaphyllus), el guaraniná (Sideroxylon obtusifolium), el palo rosa (Aspidosperma polyneuron), el guayubirá (Patagonula americana = Cordia americana), el peteribí (Cordia trichotoma), el guayaibí amarillo (Terminalia triflora), el roble (Amburana cearensis), el manduvirá (Geoffroea spinosa), la espina corona (Gleditsia amorphoides), el cedro (Cedrela fissilis), el zapallo caspi (Pisonia zapallo), el palo blanco (Calycophyllum multiflorum), el palo amarillo (Phyllostylon rhamnoides), el falso cafeto o mandioca brava (Manihot grahamii), el sota caballos (Luehea divaricata), el guabiyú (Eugenia pungens = Myrcianthes pungens), el ñangapirí (Eugenia uniflora), el aguay (Chrysophyllum gonocarpum), etc.
A pesar del tiempo transcurrido (más de 20 años) desde que fue propuesto como nuevo el concepto de los BSEN, la teoría no se ha difundido lo suficiente por lo que una parte de los especialistas continúa aplicando los agrupamientos tradicionales, especialmente en lo que respecta a la selva paranaense, la que con sus 1700 a 2000 mm (y hasta más) de precipitación anual repartidas bastante regularmente a lo largo del año con el consiguiente menor porcentaje de especies caducifolias y elevado índice de perennifolias (de Aquifoliaceae, Lauraceae, Sapotaceae, etc.) de linaje amazónico oriental, y sus relaciones florísticas con la mata atlántica, se aleja del resto de las áreas propuestas, con marcadas estacionalidades hídricas. Sin embargo, si bien al definir el dominio se mapeó la mata atlántica interior o selva paranaense dentro de los BSEN (como parte del ‘‘núcleo Misiones’’), se especificó que en la zona coexisten forestas de esencias de linaje amazónico (mayormente dominantes hacia el oriente) con manchones o ‘‘islas’’ de BSEN en sectores edáficamente apropiados (tipo de suelo, orientación e inclinación de laderas, etc.), los que tienden a disminuir hacia el este (como manifestaciones vestigiales) y a expandirse hacia el oeste. La misma selva paranaense tradicional, mixtura ambos dominios, siendo fieles a los BSEN las especies del estrato emergente, y del dominio amazónico las de los estratos inferiores.
Ha conspirado en la difusión de los BSEN también la omnipresencia que a finales del siglo XX y en el siglo XXI ha adquirido el empleo de las subdivisiones en ecorregiones en la mayor parte de las políticas de investigación y conservación, lo cual no favorece a la difusión de los BSEN en su conjunto pues zoogeográficamente la selva paranaense es una clara continuación —empobrecida— de la mata atlántica “senso stricto” gracias a que ambos ecosistemas formaban un único y continuo bloque selvático sin solución de continuidad hasta comienzos del siglo XX, y la exposición de la gran ecorregión de la mata atlántica incluyendo en ella a la selva paranaense biogeográfica en concordancia con la fitogeográfica (visión tradicional) es mucho más simple de representar y difundir en la comunidad.
En un mapa fitogeográfico de la selva atlántica interior los BSEN solo se harían visibles si se establece una escala que permita observaciones en detalle, lo cual no es lo habitual. En la misma, la preponderancia de la sujeción de los BSEN a determinadas características edáficas, si bien representan comunidades permanentes, los tiende a reducir a comunidades subclimácicas (en razón de que representarían edafoclímax) ('comunidades serales' según el propio Cabrera) y no la vegetación climácica correspondiente a la región donde se desarrolla, determinada por el clima local, el cual desencadena una sucesión de la fitocenosis que culmina en el clímax territorial o climático, el que representa territorialmente la etapa máxima de estabilidad florística.
La teoría empleada en otros reinos biológicos
Algunos especialistas están empleando el concepto de los BSEN en sus trabajos sobre hongos (Agaricales) o para explicar la evolución o distribución de algunas especies zoológicas, por ejemplo en estudios sobre anuros, reptiles o insectos.

## Provincias fitogeográficas
A este dominio se le asignan tres unidades fitogeográficas, con la categoría de provincias. Otros autores son más conservadores y aún no reconocen a este dominio, prefiriendo continuar con la subdivisión tradicional, por lo que para estos esas unidades representan secciones de otros dominios, tanto en la categoría de provincia o como simples distritos de provincias mayores, a las cuales se los subordina.

### Provincia fitogeográfica de la selva pedemontana
Uno de los ejes principales de los BSEN —denominándola: ‘‘núcleo del
Pedemonte Subandino’’ en la teoría del arco pleistocénico— es el que había sido conocido como el distrito fitogeográfico de la selva pedemontana (de la provincia fitogeográfica de las yungas), el cual (al igual que su provincia) era tradicionalmente incluido en el dominio fitogeográfico amazónico. El área de los BSEN ocupa una franja ubicada en el centro y sur de Bolivia y en el noroeste de la Argentina, bordeando por el oriente a las sierras Subandinas primero y luego a las sierras Pampeanas Septentrionales, cubriendo de este modo, de norte a sur, sectores de las provincias de: Salta, Jujuy, Tucumán, Catamarca, y pequeños enclaves en Santiago del Estero y La Rioja (tal vez también relictos en Córdoba).
Fisiográficamente se extiende por las lomadas, cerros bajos y llanuras onduladas que se posicional en el piedemonte de los primeros cordones orográficos preandinos que se hallan desde la llanura chaqueña (es decir, las sierras más orientales), trepando solo en las bases de los primeros faldeos, y no a mayor altitud por la misma falda pues sobre esta ya se posiciona el ecosistema de las yungas “senso stricto” (distrito fitogeográfico de la selva montana).
Los BSEN de esta formación se ubican en un rango altitudinal que va desde 350 hasta los 700 m s. n. m., llegando raramente en sectores australes hasta los 1200 m s. n. m. Con respecto a la yunga misma, su clima es más seco y más pero sufre de más heladas. Las lluvias anuales van desde los 700 hasta los 1000 mm, con un fuerte déficit hídrico, de junio a noviembre. Son frecuentes los incendios, a los que esta formación parece estar estructuralmente adaptada. Sus suelos presentan un mayor horizonte humífero, con menos proporción de escombros. En los valles intermontanos, los suelos son de mayor desarrollo, mayormente de tipo residual. Toda esta zona, la más apta para destino agrícola y silvocultural, fue profusamente alterada por la actividad humana. Fisionómicamente se presenta como una selva continua, de árboles de entre 20 y 30 metros de altura y 1 metro de diámetro, con promedios por hectárea de 30 a 50 especies arbóreas, con área basal de 30 a 35 m². Es importante el estrato de enredaderas, con gruesas lianas. Los epifitos son de características xerófilas, con orquídeas de gran tamaño, bromelias, cactáceas, helechos reviviscentes, etc. El suelo se muestra desnudo por su escasa cobertura herbácea, y poca hojarasca. El 73 % de las especies y la mayoría de sus dominantes en el dosel arbóreo son heliófilas de follaje caducifolio, con una fenología marcadamente estacional, al igual que la floración, la que ocurre normalmente en primavera, antes de la nueva brotación. El sistema de dispersión es en especial gracias al viento, madurando en la temporada seca.
El 30 % de sus especies vegetales le son exclusivas. Se encuentran al menos 278 especies de leñosas, de las cuales 104 son árboles.
Destacan los cedros (Cedrela balansae y Cedrela saltensis), el horco cebil (Parapiptadenia excelsa), la afata (Cordia trichotoma), el lapacho verde (Cybistax antisyphilitica), el jacarandá común o tarco (Jacaranda mimosifolia), el jacarandá (Jacaranda cuspidifolia), los lapachos amarillos (Tabebuia aurea y Handroanthus ochraceus), el viscote (Acacia visco), la quina colorada (Myroxylon peruiferum), el palo lanza (Patagonula americana), la tipa colorada (Pterogyne nitens), el viraró (Ruprechtia laxiflora), el cebil (Anadenanthera colubrina), Amburana cearensis, Myracrodruon urundeuva, etc. 
Dentro de esta provincia o núcleo se pueden reconocer también, dos variantes o distritos. 
Bosque de palo blanco y palo amarillo
En su porción septentrional se encuentra el distrito del palo blanco (Calycophyllum multiflorum) y del palo amarillo (Phyllostylon rhamnoides), en el cual ambas especies son las dominantes.  
Se distribuye en Bolivia y el noroeste de la Argentina.
- En Bolivia lo hace desde el occidente del departamento de Santa Cruz, Chuquisaca, Cochabamba, Potosí hasta el extremo sur de Tarija.

En la Argentina
En la Argentina se desarrolla desde el límite de Salta con Bolivia hasta la ciudad jujeña de San Pedro. Es más cálido que el siguiente, especialmente en lo que respecta a mínimas absolutas, y mucho más biodiverso, contando con 40 especies de árboles exclusivos de este subdistrito. Acompañan: el roble (Amburana cearensis), palmeras como la palma blanca (Copernicia alba), Bactris gasipaes, o la chunta (Acrocomia aculeata), el urundel (Myracrodruon urundeuva), el ceibo rosado Erythrina dominguezii, etc. 
Bosque de tipa y pacará
En su porción austral se ubica el distrito de la tipa blanca (Tipuana tipu), y el pacará o timbó colorado (Enterolobium contortisiliquum), en el cual ambas especies son las dominantes, mientras que en sectores más australes pasa a ser el dominante el cebil (Anadenanthera colubrina). Se desarrolla en el sur de Salta y hacia el sur, Es más frío que el anterior en lo que respecta a mínimas absolutas. 
Ambas formaciones están siendo extirpadas por las actividades humanas desde finales del siglo XX y en el XXI, principalmente para plantaciones de soja, cultivar caña de azúcar y limones, etc.

### Provincia fitogeográfica paranaense
Uno de los núcleos principales de los BSEN se desarrolla sobre la provincia fitogeográfica paranaense —el denominado: ‘‘núcleo Misiones’’ como parte central en la teoría del arco pleistocénico— la cual es tradicionalmente incluida totalmente en el dominio fitogeográfico amazónico, en razón de sus relaciones florísticas con la provincia fitogeográfica atlántica o mata atlántica típica, la que la bordea por el este. Sin embargo, por lo menos en algunos sectores, la misma presentarría una yuxtaposición del dominio amazónico con el de los BSEN. 
Su concepto fue redefinido, retirándole los bosques de araucaria y sumándole algunos del chaco húmedo. 
El eje del núcleo Misiones comprende desde la cuenca del Alto Paraná hasta la ribera oriental del río Paraguay, y desde el estado de Mato Grosso del Sur  hasta la cuenca del alto río Uruguay en el noroeste del estado de Río Grande del Sur, pasando por el oriente paraguayo y el nordeste argentino, en el sur de Misiones y el norte de Corrientes, además del este de Formosa.
Los bosques afines al concepto de los BSEN son identificables por la presencia de algunas especies arbóreas: guatambú (Balfourodendron riedelianum), Diatenopteryx sorbifolia, alecrín (Holocalyx balansae), ibirá pitá (Peltophorum dubium), urunday (Astronium balansae), chichita (Lithrea brasiliensis), cangorosa (Maytenus ilicifolia), etc., y que forman un cordón entre las selvas continuas y las sabanas del distrito de los campos y malezales, en el centro de la región oriental del Paraguay, y especialmente en el sur misionero argentino y el noroeste de Río Grande del Sur en el Brasil. Estos bosques son característicos de algunos tipos particulares de suelos, especialmente los que poseen caliza.
El núcleo Misiones se expande (frecuentemente de manera vestigial)  por áreas en las que domina la selva austrobrasileña, o mata o floresta subtropical mediante dos formaciones selváticas paranaenses de baja altitud correspondientes al distrito de las selvas mixtas, ambas ecotonan en sus zonas de contacto, especialmente en el sur.
Una es la llamada ‘‘selva estacional caduca’’, que cubre sierras bajas y lomadas del centro del Paraguay oriental, la cuenca del alto río Uruguay misionero y sectores en los estados brasileños de: Río Grande del Sur (norte y centro),  Minas Gerais, Tocantins, Bahía, Piauí y Maranhão.
Se define por presentar más del 50 % de las especies arbóreas caducas en la estación seca, en razón de la estacionalidad de la lluvia.

La otra es la denominada ‘‘selva estacional semicaduca’’, que cubre los valles y lomadas de la cuenca del alto río Paraná misionero y del este del Paraguay así como una gran parte del sudeste del Brasil (mayormente en las cabeceras del alto río Paraná), en los estados de Bahía, Espírito Santo, Goiás, Mato Grosso del Sur, Minas Gerais, Paraná, Río de Janeiro, Río Grande del Sur, Santa Catarina, São Paulo y Tocantins. La misma se caracteriza por presentar entre el 20 y el 50 % de las especies arbóreas caducas en la estación seca, en razón de la estacionalidad de la lluvia.
Este último tipo forestal, por tener más porcentaje de especies perennifolias, es el más similar a la mata atlántica senso stricto, y está relacionado ecotonalmente con las selvas del distrito fitogeográfico planaltense —o ‘‘selva umbrófila mixta’’— (las que también se incluyen en el dominio amazónico), foresta que se caracteriza por la abundancia de numerosas especies endémicas, entre las que destacan algunas coníferas, en especial el pino Paraná o curiy (Araucaria angustifolia). Estos “bosques de Araucaria” son relictos de formaciones forestales más extendidas que dominaron en el Cuaternario tardío, favorecidos por condiciones más frías y húmedas.
A los sectores dispersos dentro del bloque selvático paranaense tradicional se le incorporaron las unidades florísticas “selva de ribera” que se desarrolla junto a los ríos Paraguay y Paraná; y el “bosque transicional austro-brasileño”, que se extiende en zonas no inundables desde el nordeste de Santa Fe, por el este de Chaco y de Formosa,  y continúa en Paraguay. 

### Chaco húmedo
El chaco oriental o húmedo consiste en una franja de ancho variable que se extiende a ambos lados y paralela al eje que conforman los ríos Paraná y Paraguay, tanto en la república homónima como en el nordeste de la Argentina. Posee una vegetación muy heterogénea, la que se presenta como un complejo mosaico donde distintos tipos de bosques crecen formando isletas sobre una matriz de sabanas, pajonales hidrófilos y humedales.
Tradicionalmente las forestas presentes en la región oriental chaqueña fueron relacionadas con las de la porción occidental, ambas tratándolas como distritos de una misma provincia fitogeográfica: la chaqueña, esencia del dominio homónimo. Sin embargo, ateniéndose a las notables diferencias florísticas entre ambos distritos, la mayoría de los autores referían a estos bosques como una transición entre el dominio fitogeográfico chaqueño y el amazónico.
Paralelamente al estudio de los BSEN, se desarrolló el análisis específico de su penetración en el chaco oriental, haciéndose foco especialmente en la respuesta de la vegetación a las características fisicoquímicas del suelo local ('microzonas'), al acceso a la humedad del mismo, a su elevación microtopográfica (teniendo en cuenta el tiempo que permanecen cubiertos por las crecidas de los ríos), más la adaptación de sus esencias forestales a la incidencia del fuego periódico. Se concluyó que, en lo que respecta a las forestas del chaco oriental “senso lato”, coexisten 2 dominios fitogeográficos: 
- Al dominio chaqueño le corresponden los bosques dominados por el quebracho colorado chaqueño (Schinopsis balansae), los llamados “montes fuertes”, los algarrobales y los “blanquizales” o “gredales” (vegetación de suelos descabezados, limo-arcillosos, impermeables, fuertemente salino-alcalinos), además de otras comunidades no arbóreas como los campos altos de espartillo y chajapé, los bañados y esteros, etc.  Todos estos ecosistemas deben ser incluidos en el tradicional distrito chaqueño oriental,[12] ahora “senso stricto”.

- Al dominio de los bosques secos estacionales neotropicales (BSEN) pertenecen los bosques que crecen sobre suelos más altos y evolucionados,[49][50] los que en conjunto pasaron a ser denominados como los bosques transicionales austro-brasileños (BTAB)[47][48] y están integrados por las comunidades forestales caducas o semicaducas sobre albardones fértiles que forman los bosques ribereños,[51][52] los paloamarillales (consocies de Phyllostylon rhamnoides), los urundayzales (consocies de Astronium balansae), etc. Bosques de estas comunidades se encuentran en el este de Formosa,[53] y de Chaco,[54] el nordeste de Santa Fe,[55][56][57] el noroeste de Corrientes,[58] y gran parte del Paraguay.

Los BSEN hacia el sur crecen paralelos al río Paraná, desde la ciudad de Resistencia (Chaco) hasta la de Las Garzas (departamento General Obligado, Santa Fe), posicionándose sobre el pronunciado escarpe que margina el borde occidental del valle aluvional del Paraná, en sectores con la suficiente altura para no ser nunca alcanzados por las inundaciones de dicho río, ni aun en el caso de los eventos extraordinarios.
Su vegetación es un bosque subtropical semicaduco, no relacionado con los bosques chaqueños de la cuña santafesina ni con las selvas marginales del valle de inundación, a las que someramente habían sido adjuntados.
Posee 3 estratos arbóreos; en los dos más elevados (con ejemplares con alturas de entre 10 y 25 m) dominan fisonómicamente el alecrín (Holocalyx balansae), el higuerón (Ficus luschnathiana), el guayubirá (Patagonula americana), la espina corona (Gleditsia amorphoides), el ombú (Phytolacca dioica), el timbó colorado (Enterolobium contortisiliquum), el mataojos colorado (Pouteria gardneriana), el guabiyú (Eugenia pungens), etc. Un tercer estrato está integrado por especies de porte inferior a los 10 metros (a los que se suman ejemplares de los estratos anteriores), entre los que se encuentran: Acacia praecox, Carica quercifolia, Eugenia uniflora, Sapindus saponaria, Urera baccifera, etc.
EI estrato arbustivo (generalmente menor a 4 m de altura) es dominado por jazmín del Paraguay (Brunfelsia pauciflora = Brunfelsia australis) y Trichilia elegans. Hay un estrato escandente integrado por abundantes enredaderas y lianas (que llegan a superar los 10 cm de diámetro) bignoniáceas, a los que se suma Pisonia aculeata. En el estrato herbáceo destacan los manchones de Ananas sagenaria o de Pharus glaber (= P. lappulaceus). En la ribera opuesta (en Corrientes) se encuentran bosques similares, posicionados en las barrancas fluviales de pendiente suave y en las quebradas de los arroyos que las cortan, las que continúan acompañando al Paraná hasta el noroeste de Entre Ríos. 
En las estaciones no inundables ubicadas en el borde del valle del río Paraguay en el oriente de Formosa y Chaco, a las especies anteriores se les agregan la tipa colorada (Pterogyne nitens), el cebil (Anadenanthera colubrina), el ambay (Cecropia adenopus), Pilocarpus pennatifolius, Acrostichum aureum, etc.
Al avanzar hacia el norte los bosques de tipo chaqueño así como los BSEN (paranaenses) aumentan su biodiversidad, pero paralelamente se acrecientan tanto las diferencias florísticas como las estructurales que las distinguen entre sí.

### Provincia fitogeográfica de las caatingas
El núcleo nororiental de los BSEN —denominándola: ‘‘núcleo Caatingas’’ en la teoría del arco pleistocénico— es el que ocupa la provincia fitogeográfica de las caatingas semiáridas nordestinas, exclusiva de la región nororiental del Brasil, en los estados de Alagoas, Bahía, Ceará, Paraíba, Pernambuco, Río Grande del Norte, Piauí y Sergipe, junto a porciones separadas del valle de los ríos San Francisco y Jequitinhonha en Minas Gerais.
Geomorfología y suelos
Se desarrolla sobre una planicie erosiva interplanáltica en donde proliferan afloramientos rocosos y suelos con particulado grueso a muy grueso.
Clima
El clima es tropical semiárido a árido, nunca helador. Las precipitaciones acumulan desde un mínimo de 250 mm en Patos (Paraíba) hasta un máximo de 1000 mm.
Flora
Posee un alto porcentaje de endemismos florísticos: 12 géneros y 183 especies. Su flora es predominantemente leñosa con áreas de bosques bajos y de arbustales, integrados por especies caducifolias, espinosas y con caracteres xeromórficos, siendo muy escasas las especies perennifolias. Florísticamente entre sus integrantes abundan especies de familias con buena adaptación al calor y la falta de humedad, como las Cactaceae, Bromeliaceae, Fabaceae, Euphorbiaceae, Erythroxylaceae, etc.
La vegetación se expresa mediante distintas facies, las que van desde comunidades de Bromeliaceae y Cactaceae sobre los afloramientos rocosos hasta la llamada “caatinga arbórea”, compuesta por altos bosques semicaducos.
Linajes
Anteriormente se la relacionaba tanto con el dominio chaqueño como con el amazónico. Gracias a “islas” boscosas caducifolias que crecen sobre afloramientos calcáreos las caatingas se conectan de algún modo con los núcleos BSEN australes. a través de las sabanas de la provincia fitogeográfica del cerrado, la cual no pertenece al dominio de los BSEN (es amazónica).
Conexiones
Este núcleo se conecta con el “núcleo Misiones” (del que lo separa la región sabanítica del cerrado, con muy ácidos suelos ferralíticos con niveles tóxicos de aluminio), mediante pequeños enclaves, distantes entre sí a la manera de “islas”, representadas por pequeños morros rocosos compuestos por afloramientos calcáreos, de pH neutro a alcalino, y cubiertos por bosques del tipo BSEN entre un mar de vegetación no relacionada.

### Bosque chiquitano
El bosque seco chiquitano oficia de puente entre el núcleo Misiones y el del pedemonte andino. comprende bosques que se sitúan sobre las laderas de las serranías de Chiquitos y Santiago en el departamento de Santa Cruz, Bolivia y en el centro del Brasil, en los estados de: Mato Grosso, Mato Grosso del Sur y Rondonia. De igual modo los bosques secos chiquitanos poseen enclaves aislados rodeados por bosques chaqueños del chaco boliviano y también algunos cerros fronterizos del extremo norte del chaco paraguayo en el departamento de Alto Paraguay, en donde se hace presente una flora distinta a la chaqueña que los rodea, por ejemplo corresponden a este tipo forestal los bosques estacionales que cubren las laderas de los cerros Cabrera, Chovoreca y León.
Entre las especies endémicas y características de la Chiquitanía se encuentran el morado (Machaerium scleroxylon), Machaerium acutifolium, el momoqui (Caesalpinia pluviosa), la tarara amarilla (Centrolobium microchaete) el roble sudamericano (Amburana cearensis), Acosmium cardenasii, Casearia gossypiosperma, Neea steinbachii, Anadenanthera colubrina, Piptadenia viridiflora, etc.

### Provincia fitogeográfica del cerrado
La provincia fitogeográfica del cerrado no pertenece al dominio de los BSEN, más sobre sus sabanas estos últimos conforman “islas” boscosas caducifolias sobre afloramientos calcáreos, conectando así la región de la caatinga con los núcleos BSEN australes.

## Características
Algunos árboles característicos del BSEN
Este dominio fitogeográfico se caracteriza por un considerable número de taxones vegetales endémicos, tanto a nivel genérico como al de especies.
Si bien el bioma característico de los BSEN es el bosque, también se presenta en forma de parque (similar al cerrado brasileño) sobre sabanas arenosas sujetas a incendios periódicos de origen antrópico, situación en la cual el lapacho amarillo (Tabebuia aurea) llega a dominar, formando bosques casi puros, acompañado por el jacarandá (Jacaranda cuspidifolia) y el urundel (Myracrodruon urundeuva = Astronium urundeuva), y poáceas adaptadas a las quemas, como Gymnopogon spicatus, Schizachyrium condensatum, Elionurus muticus, Heteropogon melanocarpus, Botriochloa laguroides, etc.

## Conservación
En la fitogeografía sudamericana tradicional, este ecosistema ha permanecido oculto dentro de otras unidades de vegetación, lo que ha provocado que sus unidades hayan sido particularmente descuidadas en las políticas conservacionistas, tanto gubernamentales como privadas.
Es fundamental que de manera urgente la importancia fitogeográfica y biológica de estos bosques sea valorizada, logrando de este modo que muestras importantes de sus remanentes sean preservadas antes de que desaparezcan, puesto que en buena parte ya han sido reconvertidos a cultivos de soja, pasturas, forestaciones, bananales, etc. pues se desarrollan en áreas con algunos de los mejores suelos agrícolas de las regiones cálidas sudamericanas.